# Sindaci di Stoccarda
Di seguito l'elenco cronologico dei sindaci di Stoccarda e delle altre figure apicali equivalenti che si sono succedute nel corso della storia.

## Repubblica di Weimar (1918-1933)
| Scoltetti cittadini (Stadtschultheißen) eletti dal Consiglio comunale (1918-1930) | Scoltetti cittadini (Stadtschultheißen) eletti dal Consiglio comunale (1918-1930) | Scoltetti cittadini (Stadtschultheißen) eletti dal Consiglio comunale (1918-1930) | Scoltetti cittadini (Stadtschultheißen) eletti dal Consiglio comunale (1918-1930) | Scoltetti cittadini (Stadtschultheißen) eletti dal Consiglio comunale (1918-1930) |
| Nominativo                                                                        | Partito                                                                           | Partito                                                                           | Mandato                                                                           | Mandato                                                                           |
| Nominativo                                                                        | Partito                                                                           | Partito                                                                           | Inizio                                                                            | Fine                                                                              |
| --------------------------------------------------------------------------------- | --------------------------------------------------------------------------------- | --------------------------------------------------------------------------------- | --------------------------------------------------------------------------------- | --------------------------------------------------------------------------------- |
| Karl Lautenschlager                                                               | ?                                                                                 | ?                                                                                 | 1918                                                                              | 1930                                                                              |
| Sindaci (Oberbürgermeister) eletti dal Consiglio comunale (1930-1933)             |                                                                                   |                                                                                   |                                                                                   |                                                                                   |
| Nominativo                                                                        | Partito                                                                           | Partito                                                                           | Mandato                                                                           | Mandato                                                                           |
| Nominativo                                                                        | Partito                                                                           | Partito                                                                           | Inizio                                                                            | Fine                                                                              |
| Karl Lautenschlager                                                               | ?                                                                                 | ?                                                                                 | 1930                                                                              | 1933                                                                              |

## Germania nazista (1933-1945)
| Sindaci (Oberbürgermeister) nominati dal governo (1933-1945) | Sindaci (Oberbürgermeister) nominati dal governo (1933-1945) | Sindaci (Oberbürgermeister) nominati dal governo (1933-1945) | Sindaci (Oberbürgermeister) nominati dal governo (1933-1945) | Sindaci (Oberbürgermeister) nominati dal governo (1933-1945) |
| Nominativo                                                   | Partito                                                      | Partito                                                      | Mandato                                                      | Mandato                                                      |
| Nominativo                                                   | Partito                                                      | Partito                                                      | Inizio                                                       | Fine                                                         |
| ------------------------------------------------------------ | ------------------------------------------------------------ | ------------------------------------------------------------ | ------------------------------------------------------------ | ------------------------------------------------------------ |
| Karl Strölin                                                 |                                                              | Partito Nazionalsocialista Tedesco dei Lavoratori            | 1933                                                         | 1945                                                         |

## Repubblica Federale di Germania (dal 1945)
| Sindaci (Oberbürgermeister) nominati dal comando militare francese       | Sindaci (Oberbürgermeister) nominati dal comando militare francese | Sindaci (Oberbürgermeister) nominati dal comando militare francese | Sindaci (Oberbürgermeister) nominati dal comando militare francese | Sindaci (Oberbürgermeister) nominati dal comando militare francese | Sindaci (Oberbürgermeister) nominati dal comando militare francese | Sindaci (Oberbürgermeister) nominati dal comando militare francese |
| Nominativo                                                               | Nominativo                                                         | Partito                                                            | Partito                                                            | Mandato                                                            | Mandato                                                            | Elezione                                                           |
| Nominativo                                                               | Nominativo                                                         | Partito                                                            | Partito                                                            | Inizio                                                             | Fine                                                               | Elezione                                                           |
| ------------------------------------------------------------------------ | ------------------------------------------------------------------ | ------------------------------------------------------------------ | ------------------------------------------------------------------ | ------------------------------------------------------------------ | ------------------------------------------------------------------ | ------------------------------------------------------------------ |
|                                                                          | Arnulf Klett                                                       |                                                                    | Indipendente                                                       | 1945                                                               | 1948                                                               | –                                                                  |
| Sindaci (Oberbürgermeister) eletti direttamente dai cittadini (dal 1952) |                                                                    |                                                                    |                                                                    |                                                                    |                                                                    |                                                                    |
| Nominativo                                                               | Nominativo                                                         | Partito                                                            | Partito                                                            | Mandato                                                            | Mandato                                                            | Elezione                                                           |
| Nominativo                                                               | Nominativo                                                         | Partito                                                            | Partito                                                            | Inizio                                                             | Fine                                                               | Elezione                                                           |
|                                                                          | Arnulf Klett                                                       |                                                                    | Indipendente                                                       | 1948                                                               | 1974                                                               | Elezione 1948                                                      |
| Elezione 1954                                                            | Arnulf Klett                                                       |                                                                    | Indipendente                                                       | 1948                                                               | 1974                                                               |                                                                    |
| Elezione 1966                                                            | Arnulf Klett                                                       |                                                                    | Indipendente                                                       | 1948                                                               | 1974                                                               |                                                                    |
|                                                                          | Manfred Rommel                                                     |                                                                    | Unione Cristiano-Democratica di Germania                           | 1975                                                               | 1997                                                               | Elezione 1974                                                      |
| Elezione 1982                                                            | Manfred Rommel                                                     |                                                                    | Unione Cristiano-Democratica di Germania                           | 1975                                                               | 1997                                                               |                                                                    |
| Elezione 1990                                                            | Manfred Rommel                                                     |                                                                    | Unione Cristiano-Democratica di Germania                           | 1975                                                               | 1997                                                               |                                                                    |
|                                                                          | Wolfgang Schuster                                                  |                                                                    | Unione Cristiano-Democratica di Germania                           | 1997                                                               | 2013                                                               | Elezione 1996                                                      |
| Elezione 2004                                                            | Wolfgang Schuster                                                  |                                                                    | Unione Cristiano-Democratica di Germania                           | 1997                                                               | 2013                                                               |                                                                    |
|                                                                          | Fritz Kuhn                                                         |                                                                    | Alleanza 90/I Verdi                                                | 2013                                                               | 2021                                                               | Elezione 2012                                                      |
|                                                                          | Frank Nopper                                                       |                                                                    | Unione Cristiano-Democratica di Germania                           | 4 febbraio 2021                                                    | in carica                                                          | Elezione 2020                                                      |